# Новая Сакма
Новая Сакма — село в Краснопартизанском районе Саратовской области России в составе городского поселения Горновское муниципальное образование. 
Население — 111 человек.

## История
В Списке населённых мест Самарской губернии по данным 1859 года населённый пункт упомянут как казённое и удельное село Сакма Николаевского уезда при реке Большой Иргиз, расположенное в 25 верстах от уездного города Николаевска. В селе имелось 199 дворов и проживало 777 мужчин и 778 женщин, имелась православная церковь.
После крестьянской реформы село было включено в состав Берёзовской волости. Согласно Списку населённых мест Самарской губернии по сведениям за 1889 год в деревне Новая Сакма Берёзовской волости Николаевского уезда насчитывалось 137 дворов и проживали 1600 жителей (бывшие удельные крестьяне, преимущественно русские, православного и старообрядческого вероисповеданий). В селе имелись 3 ветряные мельницы. Согласно переписи 1897 года в селе Новая Сакмыковка (Малая Сакма) проживали 940 человек, все православные
Согласно Списку населённых мест Самарской губернии 1910 года в селе проживали 530 мужчин и 511 женщин (165 дворов). Функционировали церковь, 2 церковно-приходские школы, 2 ветряные мельницы. Земельный надел составлял 473 десятины удобной и 1162 десятины неудобной земли.

## Физико-географическая характеристика
Село находится в Заволжье, на левом берегу реки Большой Иргиз, на высоте около 25—30 метров над уровнем моря. Почвы: в пойме Иргиза — пойменные нейтральные и слабокислые, выше поймы — чернозёмы южные.
Село расположено примерно в 16 км по прямой севернее районного центра рабочего посёлка Горный. По автомобильным дорогам расстояние до районного центра составляет 20 км, до областного центра города Саратов — 230 км, до Самары — также около 230 км, до ближайшего города Пугачёв — 46 км.
Часовой пояс
Новая Сакма, как и вся Саратовская область, находится в часовой зоне МСК+1. Смещение применяемого времени относительно UTC составляет +4:00.

## Население
Динамика численности населения по годам:
| Годы      | 1859 | 1889 | 1897 | 1910 | 2002 |
| --------- | ---- | ---- | ---- | ---- | ---- |
| Население | 1555 | 1600 | 940  | 1041 | 133  |

| 2002 | 2010 |
| ---- | ---- |
| 133  | ↘111 |

Национальный состав
Согласно результатам переписи 2002 года русские составляли 78 % населения села.